# Perafita (Ribagorça)
Perafita (aragonès: Piedrafita) és un poble pertanyent al municipi de Bissaürri, a la Ribagorça. En el Fogatge de 1495 s'escrivia Pierafita.